# Nganasaner

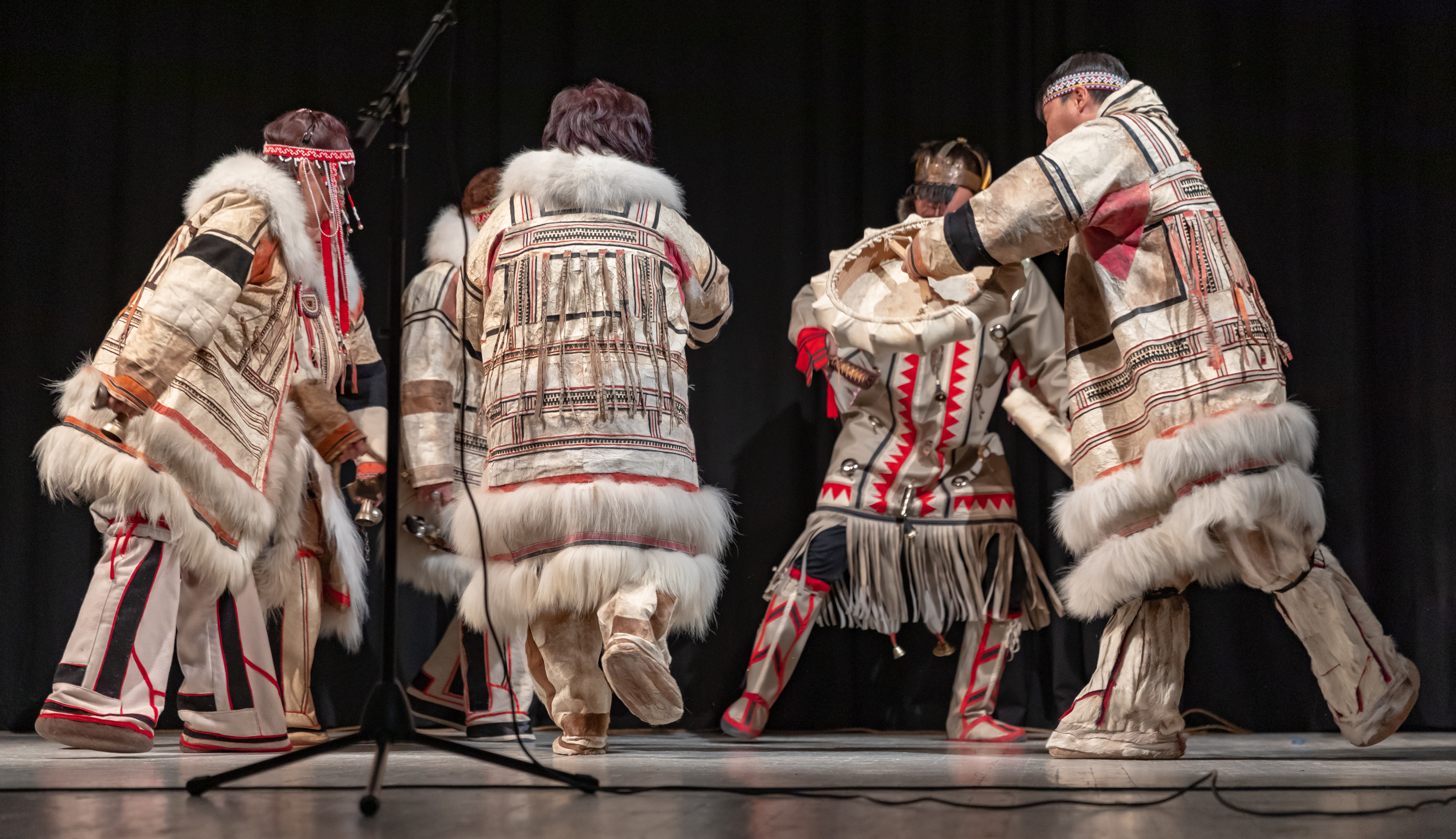
Nganasanska traditionella dansare. Folkdansgruppen 'Dentedie' (Nordens ljus) i Finland, 2018

Nganasaner, tidigare kallade tavgisamojeder, är en folkgrupp som traditionellt har bott på den lägre delen av Tajmyrhalvön. I början av 2000-talet uppgick ngasanerna till cirka 800 personer. Språket, nganasaniskan, tillhör den samojediska gruppen och har två huvuddialekter, östlig och västlig nganasaniska.
Under den största delen av sin historia har de levt av jakt och fiske. Nganasanerna är ryska federationens nordligast boende minoritet. De är nära släkt med nentserna. Sedan 1930-talet har ngasanerna påverkats allt mer av sin tillhörighet till Ryssland, med bland annat tillgång till alkohol, och att de har uppmuntrats till att bli bofasta. Numera lär sig få av deras barn att tala det nganasaniska språket.
En genetisk studie under 2019, publicerad i tidskriften Nature, fann att nganasanerna bäst representerar källpopulationen för det protouraliska folket och att nganasanliknande anor finns i alla moderna talare av uraliska språk.